# 赤城乳業
赤城乳業株式会社（あかぎにゅうぎょう、英称：Akagi Nyugyo Company Limited）は、埼玉県深谷市に本社を置くアイスクリーム専業メーカーである。安価な氷菓の代表的商品「ガリガリ君」の製造メーカーとしてその名を知られている。
社名には「乳業」と入っているが、乳業メーカーではなく（後述参照）、創業以来生産・発売した乳製品はアイスクリームのみに限られている。
コーポレート・スローガンは「あそびましょ。」。

## 社名の由来
「赤城」は赤城山からとったもので、噴火しなければ富士山よりも裾野が広かったと言われている赤城山のその裾野のような、大衆のための商品を作りたいと思って「赤城」と付けた。
「乳業」の部分に関しては、
- 将来、牛乳を使った商品を作りたいという思いがあって、氷菓の会社が乳業ってつけたということにしておいてください - 同社常務取締役開発本部長[5]
- 創業当時、大手の「○○乳業」に早く近づきたい、追いつきたい、という思いから - 同社お客さまセンター[3]
- 社名を付けた当時（1960年）、社名に“乳業”と付けるのがはやっていたとか、いずれは乳製品を作りたい、という希望を込めて付けたとも言われております - マーケティング部[4]

などの説がある。

## 沿革
- 1931年（昭和6年）10月22日 - 井上徳四郎が合名会社広瀬屋商店として創業
- 1960年（昭和35年） - 徳四郎の息子である井上栄一が合名会社赤城乳業に商号変更
- 1961年（昭和36年）12月20日 - 株式会社に組織変更
- 1963年（昭和38年） - 商号を赤城乳業株式会社に変更
- 1964年（昭和39年） - 赤城しぐれ発売
- 1976年（昭和51年）
  - 深谷市都市計画に基づき本社工場移転
  - 新工場完成（当時は東洋一の規模の工場）
- 1981年（昭和56年） - ガリガリ君発売（50円）
- 1984年（昭和59年） - ラーメンアイス発売
- 1985年（昭和60年）
  - スーパーソフト発売
  - ソフト君発売
- 1987年（昭和62年） - 株式会社ラケーリジャポーネ（ジェラートショップ）設立
- 1991年（平成3年） - ガリガリ君60円に値上げ
- 1995年（平成7年） - カジロー君発売
- 1996年（平成8年）
  - ガリガリ君15周年の大型キャンペーン
  - イクラ丼アイス発売
- 1998年（平成10年） - ガツン、とみかん発売
- 1999年（平成11年） - HACCP（総合衛生管理製造過程）認証を取得
- 2000年（平成12年） - ガリガリ君CM開始、年間発売本数1億本突破
- 2005年（平成17年）
  - シャリシャリ君発売
  - ガリガリ君年間販売本数1.5億本突破
- 2006年（平成18年） - 25周年記念ガリガリ部創部
- 2009年（平成21年） - ラケーリジャポーネをラケーリ事業部とする
- 2016年（平成28年） - ガリガリ君70円に値上げ
- 2019年（平成31年） - 120円以上の商品値上げ（商品により10円又は20円）、100円及び70円商品は除外。
- 2024年（令和6年） - 9月1日に同年7月1日に設立した赤城ホールディングス株式会社が事業を開始し、持株会社体制へ移行[6]。

## 主な商品

### アイスクリーム・氷菓
- ガリガリ君
- ガツン、と（みかん）
- ガツン、と（マンゴー）
- ガツン、と みかん（ヨーグルト味）
- ガツン、と（ピーチ）
- ガツン、と（パイン）[7]
- ガツン、と（南国フルーツ）
- ガツン、と（みかん&パイン 杏仁豆腐、江頭2:50プロデュース）
- 赤城しぐれ カップ（いちご、白、練乳あずき）
- 練乳最後まで赤城しぐれ（マルチ）
- 濃厚旨ミルク（チョコレート）
- 濃厚旨ミルク（抹茶）
- 濃厚旨ミルク（生キャラメル）
- プレミアム濃厚旨ミルク（エスプレッソ）
- チョコミント
- シャビィ（オレンジ）
- シャビィ（スライスレモン）
- シャビィ（ラムネソーダ）
- シャビィ（ピーチ）
- シャビィ（グレープ）
- シャビィ（ソーダ）
- シャビィ（マンゴー）
- シャビィ（ゼロ グレープフルーツ）
- スーパーソフト
- ソフ（Sof'）（ミルクバニラ）
- ソフ（Sof'）（白桃&黄金桃）
- ソフ（Sof'）（富良野メロン）
- パフェデザートチョコチップス（チョコバニラ）
- パフェデザートチョコチップス（いちごバニラ）
- パフェデザートチョコチップス（チョコバナナ）
- パフェデザートチョコチップス（チョコミント）
- パフェデザートチョコチップス（杏仁豆腐味）
- パフェデザートチョコチップス（ティラミス）
- パフェデザートチョコチップス（アイスコーヒー）
- パフェデザートチョコチップス（苺のチーズケーキ）
- パフェデザートチョコチップス（カフェラテ ココアクッキー入り）
- Q’s いちごとバニラ
- Q’s クリームソーダ味メロン
- BLACK
- 馬車道アイスクリン
- Gorotz バニラ
- Gorotz チョコミント
- ケーキスティック
- 旬熟（温州みかん）
- 旬熟（白桃）
- 旬熟（沖縄パイン）
- デッカルチェ（ストロベリーチーズケーキ）
- デッカルチェ（ティラミス）
- デッカルチェ（ガトーショコラ）
- スーパーマンアイス（廃盤）
- おいしか棒（明治うまか棒の類似品；廃盤）
- スーパーソフト（チョコバニラ）
- スーパーソフト（ストロベリーバニラ）
- FunFudge（チョコミント）
- FunFudge（カラメルプリン）
- FunFudge（ラムレーズン）
- FunFudge（苺のチーズケーキ）
- ミルキーコーン（不二家とのコラボレーション商品）
- フォンディ（チョコレート）
- フォンディ（抹茶）
- 金のミルクアイス（セブンプレミアム）[8]
- MILCREA（ミルク）
- MILCREAマルチパック（ストロベリー）
- MILCREAマルチパック（宇治抹茶）
- MILCREAマルチパック（チョコレート）
- たべる牧場ミルク
- かじるバターアイス
- フロリダサンデー（ブルーベリー）
- フロリダサンデー（マンゴー）

## 工場見学について
埼玉県本庄市にある本庄千本さくら『5S』工場では、赤城乳業を代表する人気のアイス「ガリガリ君」の製造過程を見学することができる。見学では無料でアイスの試食ができる他、ガリガリ神社に参拝も可能になっている。
工場見学は無料で、さらにアイスの試食ができる特典付きとあって、毎日多くの見学者が訪れている。工場見学は予約制となっているが、新型コロナウィルスの関係で、2020年3月からは一時中止となっている。
なお、会社ホームページでバーチャル工場見学ができる。

## 営業所・工場・関連会社

本庄千本さくら『5S』工場

- 営業所
  - 札幌
  - 仙台
  - 北関東
  - 東京
  - 名古屋
  - 大阪
  - 中四国
  - 福岡

- 生産工場
  - 本社深谷工場
  - 本庄千本さくら『5S』工場

- 関連会社
  - ガリガリ君プロダクション

### その他
- ワンコのアイス(現在終売)
  - ペット用のアイスクリームとして通信販売と一部のペットショップ等で発売されていた。

## CM出演者
- 南利明（カレーアイス）
- 根本はるみ（スーパーソフト）
- 鹿谷弥生（デッカルチェ）
- 竹内力（濃厚旨ミルク、旨チョコミルク）
- 林家たい平（デッカルチェ）
- さくらまや（デッカルチェ）
- マツコ・デラックス（デッカルチェ）
- 笠浩二（C-C-B）（デッカルチェ）※歌のみ
- 広瀬アリス（ガツン、とみかん）
- アニマル浜口、浜口京子（ドルチェTime）
- 関取花（イベールチョコアイス）※歌と出演
- ヒロシ（ガツン、とみかん）
- ダンディ坂野（フォンディ）
- 江頭2:50（「ガツン、と」シリーズ）
  - 金谷ヒデユキ - 2024年3月の「ガツン、とLIVE篇」CMのエキストラ（250名）に自ら応募してノーギャラで参加している
- のん（かじるバターアイス）